# Mauritiella
Mauritiella Burret è un genere di piante della famiglia delle Arecacee, nativo dell'America meridionale..

## Descrizione
Queste palme raggiungono i 7.5 – 18 m d'altezza, i tronchi sono raggruppati e armati di piccole spine e con radici a trampolo alla base. Ogni foglia di 1 m di un albero maturo è palmata con una breve costa, sopportata su un lungo picciuolo e suddivisa in numerosi e profondi segmenti; le foglie di alberi giovanili sono appiattiti e molto meno divisi. Le foglie sono anche di colore verde luminoso a intenso, ma argentee e glauche nella parte abassiale.
L'infiorescenza è generalmente solitaria, nata tra le foglie, con fiori maschili e femminili in piante separate. La frutta è rotonda e ricoperta di scaglie di colore rosso-marrone con un mesocarpo spesso e carnoso. L'unico seme è sferico oppure oblungo.

## Distribuzione ed habitat
Le palme dal genere Mauritiella si trovano in tutta la metà settentrionale di Sud America sulle montagne, accanto a fiumi e corsi d'acqua, in foresta pluviale e in savana chiusa o aperta.

## Tassonomia
Il genere Mauritiella comprende le seguenti specie:
- Mauritiella aculeata (Kunth) Burret - Venezuela, Colombia sud-est, Brasile nord-occidentale
- Mauritiella armata (Mart.) Burret - Brasile, Bolivia, Perù, Ecuador, Colombia, Venezuela, Guyana, Suriname
- Mauritiella macroclada (Burret) Burret - Ecuador occidentale, Colombia occidentale
- Mauritiella pumila (Wallace) Burret - Venezuela sud-occidentale, Colombia sud-est